# La Forteresse
La Forteresse és un municipi francès al departament de la Isèra (regió d'Alvèrnia-Roine-Alps). L'any 2007 tenia 291 habitants.

## Demografia

### Població
El 2007 la població de fet de La Forteresse era de 291 persones. Hi havia 116 famílies de les quals 28 eren unipersonals (8 homes vivint sols i 20 dones vivint soles), 40 parelles sense fills, 44 parelles amb fills i 4 famílies monoparentals amb fills.
La població ha evolucionat segons el següent gràfic:

### Habitatges
El 2007 hi havia 136 habitatges, 120 eren l'habitatge principal de la família, 12 eren segones residències i 4 estaven desocupats. 120 eren cases i 16 eren apartaments. Dels 120 habitatges principals, 101 estaven ocupats pels seus propietaris, 18 estaven llogats i ocupats pels llogaters i 1 estava cedit a títol gratuït; 3 tenien una cambra, 2 en tenien dues, 13 en tenien tres, 28 en tenien quatre i 74 en tenien cinc o més. 107 habitatges disposaven pel capbaix d'una plaça de pàrquing. A 50 habitatges hi havia un automòbil i a 64 n'hi havia dos o més.

### Piràmide de població
La piràmide de població per edats i sexe el 2009 era:
| Homes | Edats   | Dones |
| ----- | ------- | ----- |
| 0     | 95 o +  | 0     |
| 0     | 90 a 94 | 0     |
| 0     | 85 a 89 | 8     |
| 0     | 80 a 84 | 4     |
| 8     | 75 a 79 | 8     |
| 4     | 70 a 74 | 4     |
| 8     | 65 a 69 | 8     |
| 8     | 60 a 64 | 12    |
| 4     | 55 a 59 | 8     |
| 8     | 50 a 54 | 4     |
| 16    | 45 a 49 | 12    |
| 4     | 40 a 44 | 8     |
| 12    | 35 a 39 | 4     |
| 16    | 30 a 34 | 8     |
| 8     | 25 a 29 | 20    |
| 4     | 20 a 24 | 4     |
| 16    | 15 a 19 | 0     |
| 4     | 10 a 14 | 12    |
| 4     | 5 a 9   | 8     |
| 4     | 0 a 4   | 0     |

## Economia
El 2007 la població en edat de treballar era de 184 persones, 138 eren actives i 46 eren inactives. De les 138 persones actives 133 estaven ocupades (73 homes i 60 dones) i 5 estaven aturades (2 homes i 3 dones). De les 46 persones inactives 17 estaven jubilades, 14 estaven estudiant i 15 estaven classificades com a «altres inactius».

### Ingressos
El 2009 a La Forteresse hi havia 118 unitats fiscals que integraven 288 persones, la mediana anual d'ingressos fiscals per persona era de 19.098 €.

### Activitats econòmiques
Dels 8 establiments que hi havia el 2007, 1 era d'una empresa de fabricació d'altres productes industrials, 3 d'empreses de construcció, 1 d'una empresa de comerç i reparació d'automòbils, 1 d'una empresa de transport, 1 d'una empresa d'hostatgeria i restauració i 1 d'una empresa classificada com a «altres activitats de serveis».
Dels 3 establiments de servei als particulars que hi havia el 2009, 1 era un paleta, 1 guixaire pintor i 1 saló de bellesa.
L'any 2000 a La Forteresse hi havia 17 explotacions agrícoles que ocupaven un total de 522 hectàrees.

## Equipaments sanitaris i escolars
El 2009 hi havia una escola elemental integrada dins d'un grup escolar amb les comunes properes formant una escola dispersa.

## Poblacions properes
El següent diagrama mostra les poblacions més properes.